# 獨立縣 (阿肯色州)
獨立县（英語：Independence County）是美国阿肯色州東北部的一個縣，面積2,700平方公里。根據2020年美國人口普查，共有人口37,938人。縣治貝茨維爾（Batesville）。該縣成立於1820年10月20日，縣名是為了紀念《美國獨立宣言》。
該縣實行禁酒。